# 塞里伊
塞里伊（法語：Cérilly，法語發音：[seʁiji]），法国中部市镇，位于奥弗涅-罗讷-阿尔卑斯大区阿列省，隶属于蒙吕松区，其市镇面积为70.55平方公里，2022年1月1日时人口数量为1,312人，在法国城市中排名第7,904位。
塞里伊位于阿列省西北部，特龙赛森林东侧，是一个区域性的中心城市，多条公路在此交汇。

## 地名来源
“塞里伊”的名称来源尚不清楚，与之同名的约讷省市镇最初于公元九世纪时以“Cirilléi”的形式被记载，但尚无法证明两个塞里伊之间所存在的联系。

## 历史
塞里伊的早期历史尚不清楚，中世纪时塞里伊长期为波旁伯爵及同名行省的一部分。中世纪末期，塞里伊的领主曾在此修建拉布吕耶尔-洛贝潘城堡（Château de La Bruyère l'Aubépin），其附近的特龙赛森林被开辟为狩猎场。宗教战争后，塞里伊领主的家族宅邸迁至现塞里伊镇中心。法国大革命后，塞里伊成为阿列省的一个市镇，并在1790至1800年间为该省的一个地区行署。工业革命期间，塞里伊境内曾出现一处炼钢厂，后关闭。

## 地理

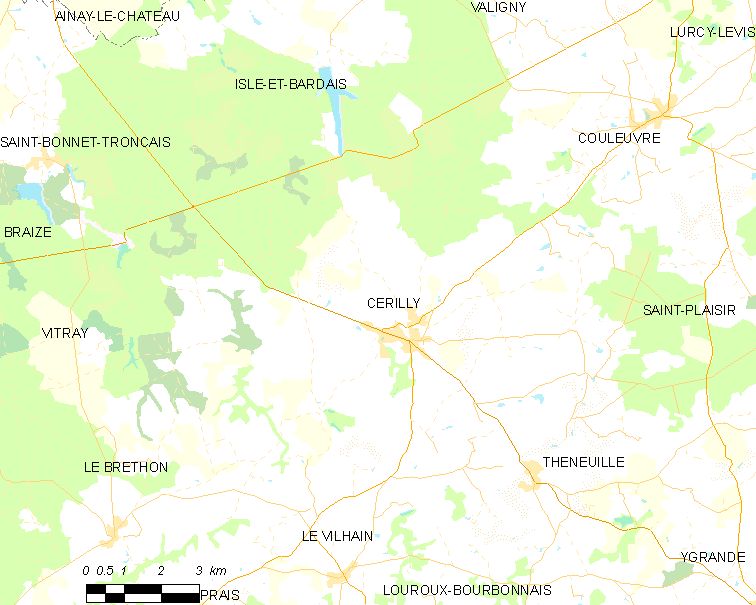
塞里伊市镇范围地图

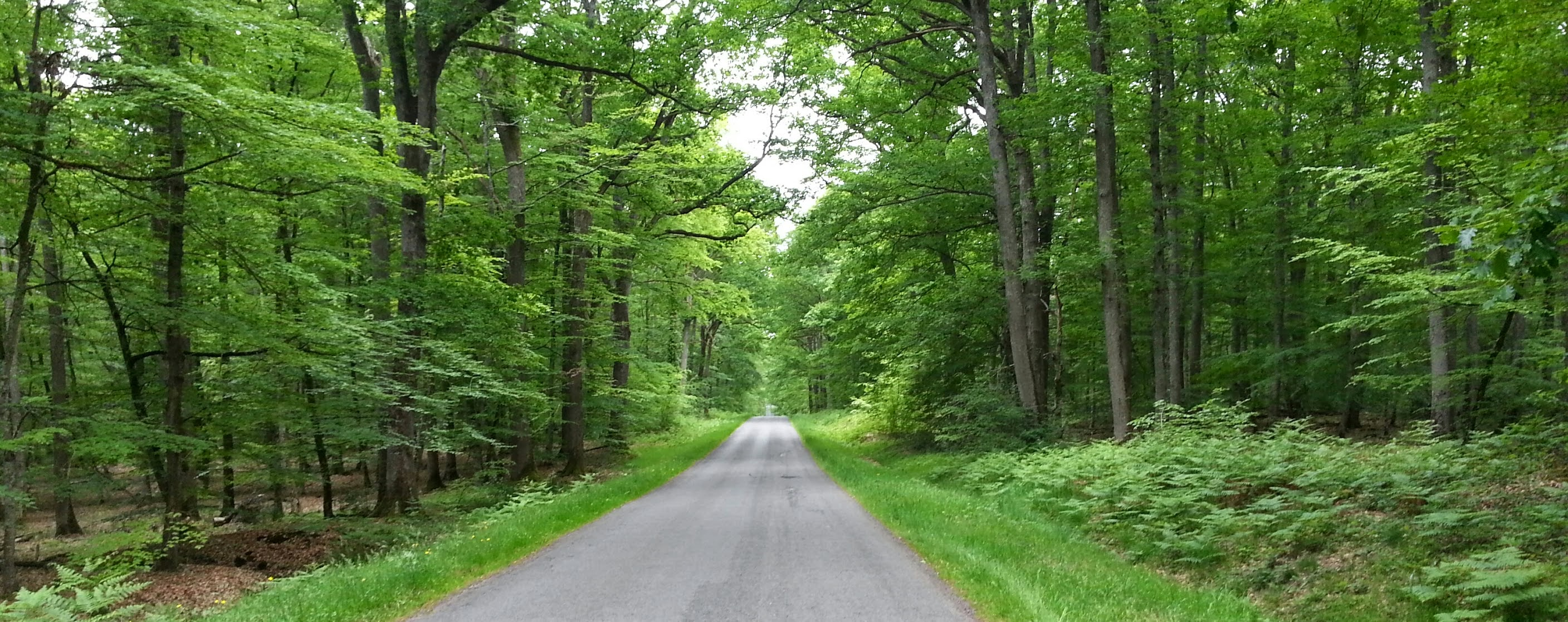
特龙赛森林一角

塞里伊位于法国中部，奥弗涅-罗讷-阿尔卑斯大区西北部和阿列省北部，距离省会穆兰大约46公里。与塞里伊接壤的市镇包括：勒布勒通、库勒夫尔、伊勒和巴尔代、圣博内特龙赛、特讷耶、勒维延。

### 地形
塞里伊位于法国中央高原北部边缘地带，波旁博卡日腹地，境内以浅丘为主，市镇中心地势较为平坦，全境海拔在228到397米之间。

### 水文
塞里伊位于卢瓦尔河流域范围内，马尔芒德河（La Marmande）自东南向西北流经境内，该河水量较小，部分河段被人工渠化改造。

### 植被
塞里伊属于温带阔叶混交林区，林地散落分布于市镇范围内的多个街区。塞里伊附近的特龙赛森林是阿列省的重要天然林地，被列入Natura 2000自然保护区。
在鲜花城市的评比中，塞里伊暂未被评级。

### 气候
塞里伊在柯本气候分类法中属于温带海洋性气候，因当地距离海岸线相对较远，且海拔偏高，故当地气候又有一定的大陆性特征。

## 行政区划
塞里伊的市镇编号为03048，邮政编号为03350。
在行政管理方面，塞里伊隶属于法国奥弗涅-罗讷-阿尔卑斯大区阿列省蒙吕松区；在地方选举方面，塞里伊隶属于波旁拉尔尚博县，其市镇范围全境被划入阿列省第二选区；在社会管理方面，塞里伊是特龙赛地区市镇公共社区的办公驻地。
法国国家统计与经济研究所（简称）在进行数据统计时，未将塞里伊划入任何城市核心区（Unité urbaine）、城市区（Aire urbaine）以及城市辐射区（Aire d'attraction de Montluçon）。此外，还将塞里伊市镇整体看作一个“块区”（IRIS），以便于统计人口分布情况。

## 交通

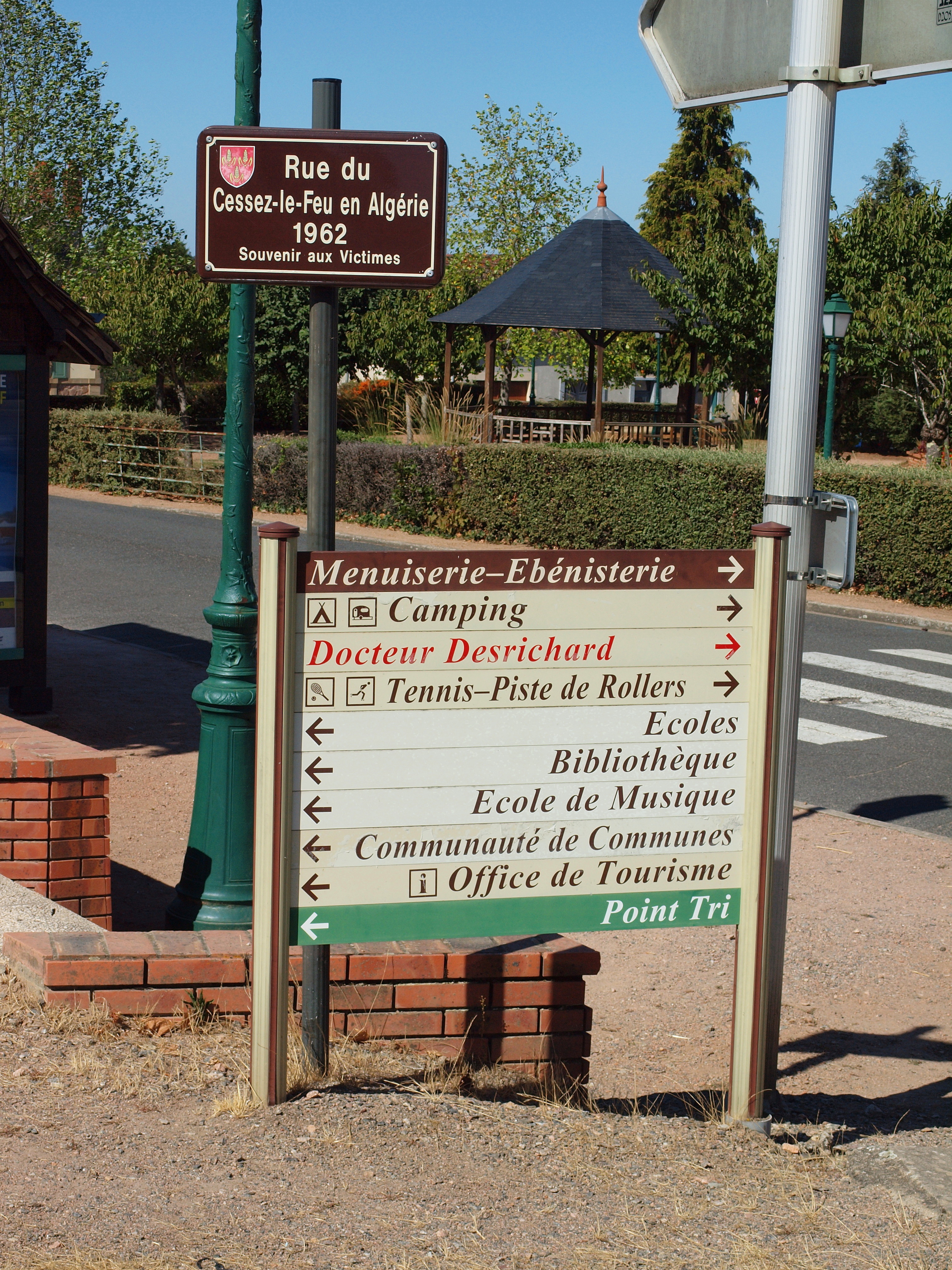
塞里伊镇中心的导向牌

### 公路
阿列省省道D3线、D111线、D128线、D145线、D410线和D953线在塞里伊境内交汇。奥弗涅-罗讷-阿尔卑斯大区下属的阿列省城际客运提供校车巴士线路，可前往穆兰及蒙吕松。
2019年，58.3%的塞里伊家庭拥有至少一辆私人汽车。2019年，塞里伊境内共发生各类交通事故1起，造成1人受伤，其中1人重伤。
| 8 | 37 |

| 35 | 32 |

| 穆兰 | 46 |

| 波旁拉尔尚博 | 23 |

| 蒙吕松 | 40 |

| 蒙马罗 | 40 |

| 圣阿芒蒙龙 | 32 |

| 瓦隆昂叙利 | 23 |

### 铁路
距离塞里伊最近的运营中的客运铁路车站为21公里外的于尔赛站，该站每天停靠一班往返于蒙吕松和布尔日之间的区域列车。

### 航空
距离塞里伊最近的民用航空站为克莱蒙费朗机场，距离塞里伊市中心的公路里程约113公里。

### 城市公共交通
截至2022年12月，塞里伊暂无城市公共交通系统。

## 政治
塞里伊的现任市长为法比安·泰沃努先生（Fabien THÉVENOUX），他是法国共产党的一名成员，在2020年的市政选举中获得了50.95%的支持率。
在2022年的法国总统大选中，法国第25任总统埃马纽埃尔·马克龙在塞里伊获得了57.14%的支持率。

## 人口
2019年，塞里伊市镇人口数量为1,305，在法国排名第7,904位。其中男性644人，女性661人，75岁及以上人口占18.2%，外籍人口数量为31人，人口密度为18人/平方公里，当地居民被称为（男性）或（女性）。2020年，塞里伊境内出生7人，死亡人口43人。
| 塞里伊1901年－2019年人口变化情况 |
|                                  |
| 数据来源：Cassini、INSEE         |

## 经济
截止2022年12月，塞里伊市镇范围内共有各类用人单位（包含自雇）296家，平均历史为25年，其中99.24%为中小型企业（PME），2022年10月至12月间，当地的经济活力指数为0。（林业）是当地2021年营业额最高的三个企业，为113,605欧元。

## 财政与居民收入
2021年，塞里伊的财政收入总额为1,096,560欧元，财政支出总额为805,530欧元，当年的债务总额为1,498,500欧元。2021年，塞里伊市镇共获得398,667欧元的国家财政补助，比上一年增加了2.17%。
2020年，塞里伊的人均月收入总额为1,630欧元，低于法国平均水平（2,303欧元）。
2019年，塞里伊境内的青壮年（15至64岁）失业率为12.1%，当地46.6%的家庭拥有纳税资格，平均纳税1,474欧元，低于法国平均水平（3,910欧元）。

## 社会事务

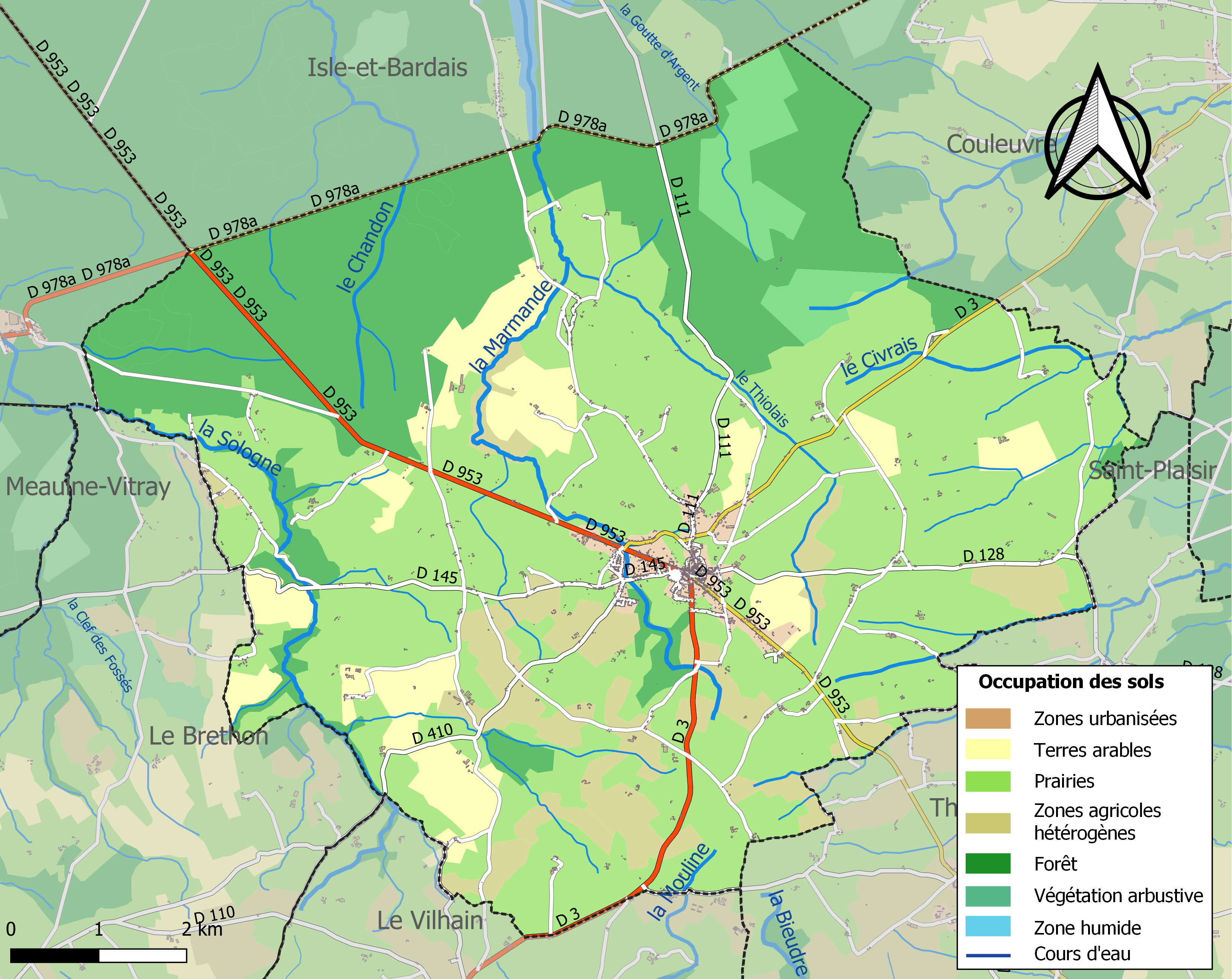
塞里伊土地利用情况地图

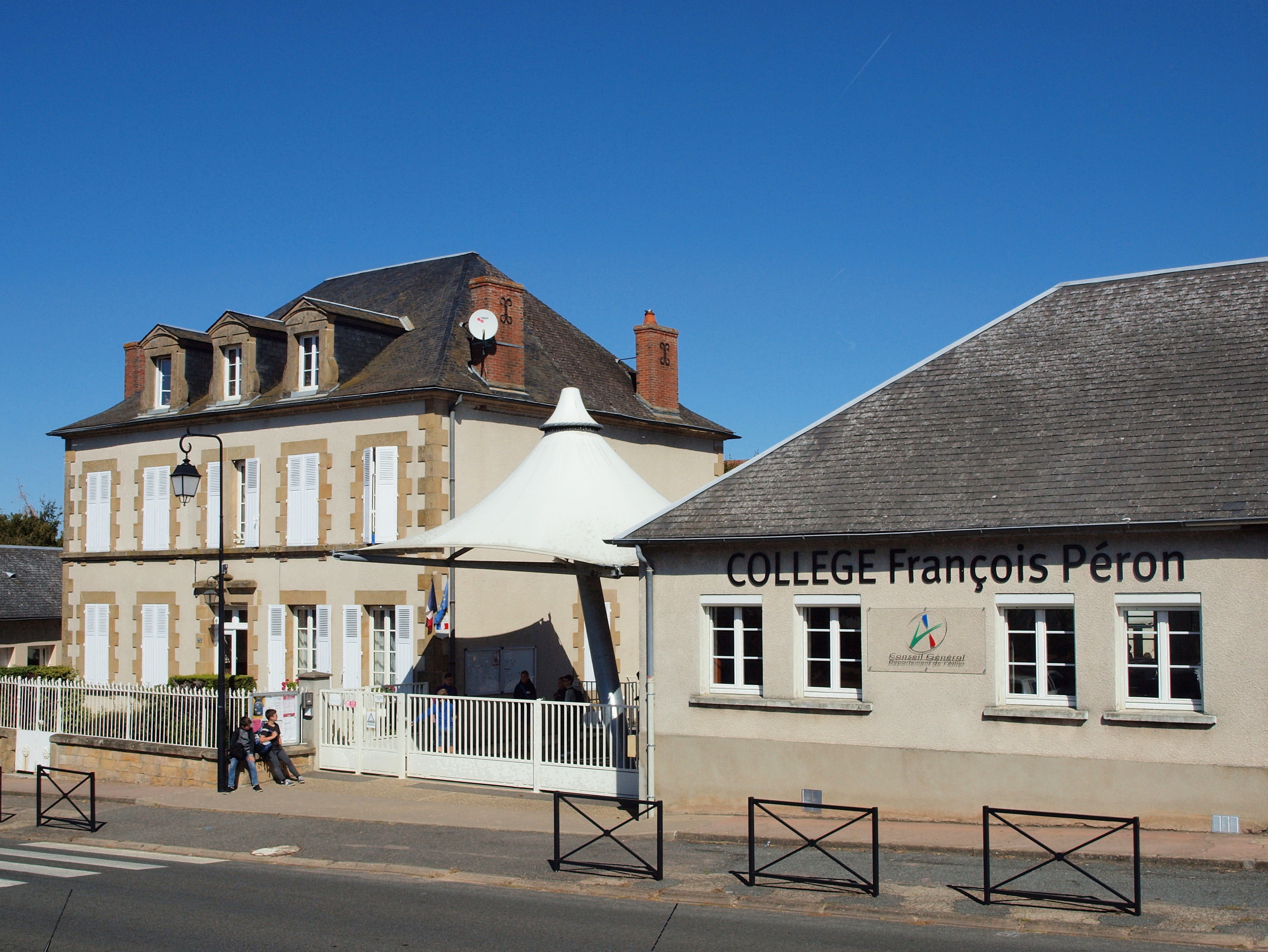
弗朗索瓦·佩龙初级中学

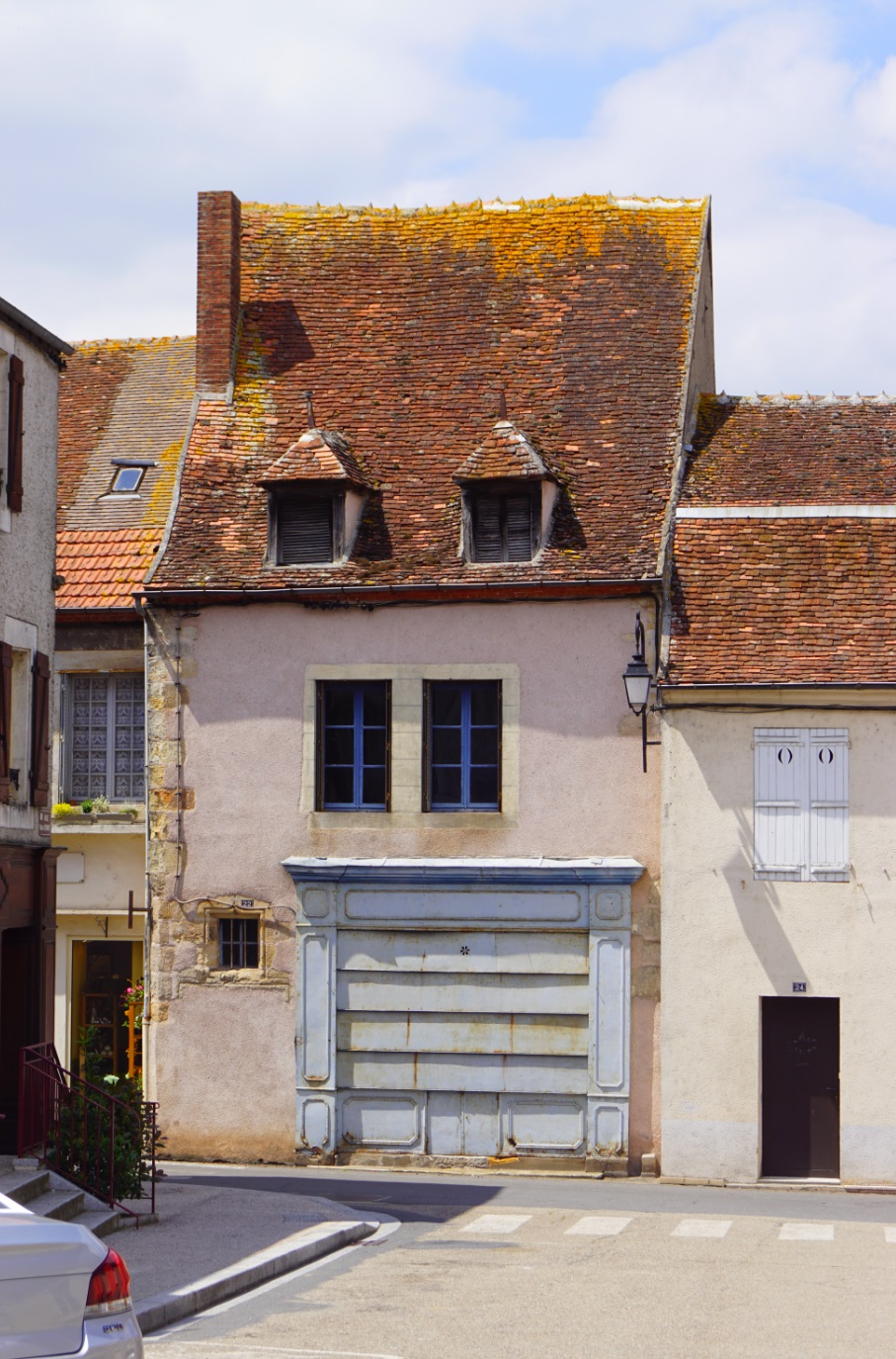
塞里伊的一处传统民居

### 教育
塞里伊属于克莱蒙费朗学区。截止2021年1月1日，塞里伊境内共有1所幼儿园、1所小学和1所初级中学。2018至2019学年度，塞里伊境内共有在校中等教育阶段学生114名。

### 医疗
截止2021年1月1日，塞里伊境内共有全科医生1名、保健师2名、牙医2名和护士3名。境内共有药房1家。
距离塞里伊最近的区域性医疗机构为圣阿芒蒙龙中心医院（Centre hospitalier de Saint-Amand-Montrond），其主病区位于圣阿芒蒙龙，距离塞里伊市区的正常车程大约30分钟，后者设有床位112个，是当地规模最大的公立综合性医院。

### 住房
2019年，塞里伊境内共有各类住房916套，其中91.5%为独立式居民区，8.1%为集中式居民区。常住房屋占塞里伊市镇范围内居民建筑总量的67.9%。
在住房保障政策方面，2021年，塞里伊境内共有95户家庭获得了住房经济补助，受益人数占总人口数量的7.3%，其中89份为房租补助。

### 商业
2021年，塞里伊境内共有各类实体商铺32家，其中餐厅3家、大型超市1家、面包房2家、美容美发店2家、汽车维修店4家。市区东南部建有一家家乐福便民超市。

### 体育
2021年，塞里伊境内共有1间体育馆、2处网球场以及1处足球或橄榄球场。
截至2022年12月，塞里伊体育联盟（AS Cérilly，编号506247）是塞里伊境内唯一的一家注册足球俱乐部。该俱乐部成立于1921年，其主队2022至2023赛季参加阿列省足球联赛丁组（法国第十二级别），其主场为马塞尔·德洛姆球场（Stade Marcel Delaume）。

### 环境
塞里伊的环境事务由其所属的特龙赛地区市镇公共社区联合各级政府协调负责。2021年，塞里伊境内暂无污染企业。

### 治安
2021年，塞里伊市镇范围内有1处宪兵队。
塞里伊及其附近的共83个市镇是蒙吕松国家宪兵队（zone gendarmerie de Montluçon）的管辖范围。2020年，该宪兵队累计记录各类案件1,185起，其中盗窃类案件549起，经济类案件189起，毒品交易类案件64起。

## 文化

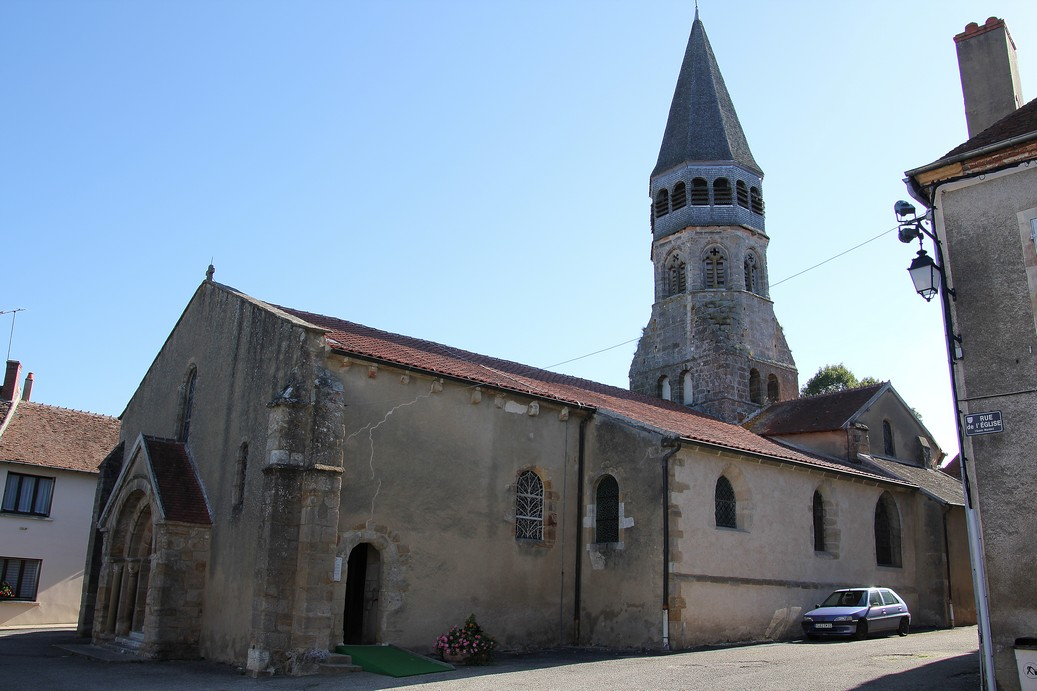
塞里伊圣马丁教堂

2021年，塞里伊境内共有1家博物馆。

### 建筑
塞里伊境内有多处历史建筑，其中镇中心的圣马丁教堂是法国国家文物保护单位，也是当地的地标性建筑物。

### 旅游
塞里伊的旅游事务由其所属的特龙赛地区市镇公共社区负责。2022年，塞里伊境内共有1家酒店共计8间房间；另有1个露营地，可容纳共41辆露营车。

### 媒体
法国主要的媒体均可在塞里伊接收，法国电视三台下属的奥弗涅-罗讷-阿尔卑斯大区频道在部分时段播出塞里伊所属区域的地方新闻。《山地报》、蓝色法兰西奥弗涅地区广播、震动广播、Scoop广播等是当地主要的地方性媒体。

## 相关人物
原阿列省省长热拉尔·代里奥曾于1995至2001年间担任塞里伊市长职务。

## 友好城市
截至2022年12月，塞里伊暂未建立任何友好城市关系。